# Waldachtal
Waldachtal – miejscowość i gmina w Niemczech, w kraju związkowym Badenia-Wirtembergia, w rejencji Karlsruhe, w regionie Nordschwarzwald, w powiecie Freudenstadt, wchodzi w skład związku gmin Dornstetten. Leży w Schwarzwaldzie, ok. 10 km na wschód od Freudenstadt.

## Dzielnice
- Cresbach
- Hörschweiler
- Lützenhardt
- Salzstetten
- Tumlingen